# Siria
Síria ist eine Weißweinsorte.

## Abstammung, Herkunft
Ist eine Kreuzung von Cayetana Blanca und einer noch unbekannten Rebsorte.
Die erste Erwähnung unter dem Namen Cigüente erfolgte bereits im Jahre 1513 in Spanien durch Gabriel Alonso de Herrera (1470–1539); in Portugal ist sie seit 1531 unter dem Namen Alvaro de Sousa bekannt. Vermutlich liegt der genaue Ursprung der Sorte im Umfeld der Stadt Pinhel im Nordosten Portugals.

## Verbreitung
Die weltweite Anbaufläche betrug im Jahr 2010 ungefähr 7900 ha. Unter dem Namen Doña Blanca ist sie in der spanischen Region Galicien zugelassen. Unter dem Namen Doña Branca ist ihr Anbau in den portugiesischen Regionen Trás-os-Montes und Beira Litoral empfohlen. Zugelassen ist sie ferner in den Regionen Douro, Minho und Beira Interior.

## Wein
Die frühreifende Sorte erbringt meist mittelmäßige Weine mit einer goldgelben Farbe und einem leichten Bitterton hervor. Im Verschnitt mit der Sorte Arinto erhält man Weißweine im Stil eines Vinho Verde.
Siehe auch die Artikel Weinbau in Portugal und Weinbau in Spanien.

## Synonyme
82 Synonyme: Alva, Alva Branco, Alvadorao, Alvadourao, Alvadurao, Alvadurao do Dao, Alvaro de Soire, Alvaro de Sousa, Apesorgia Bianca, Apseorgia, Ascot Royal, Aubun Gros, Axinangelus, Belancin, Blanc D'Espagen, Blanca de Monterre, Blanca Extra, Blanco del Pais, Boal, Boal Cachudo, Boal de Praga, Butayol, Chelva Blanca, Ciguente, Ciguente, Ciguentes, Clos De Valrose, Codega, Codega Blanc, Codiga, Codo, Codo Ou Siria, Codo Siria, Colhao de Gallo, Crato Branco, Crato Espanhol, Croquant Blanc, Crujidero Blanc, Dininha, Dona Blanca, Dona Branca, Dona Branca No Dao, Doninha, Erica, Faphly, Gogellone, Graciosa, Grumere Blanco, Jampal, Malvasia, Malvasia Branca, Malvasia Castellana, Malvasia Grossa, Malvasia Grosso, Malvazia, Malvazia Grossa, Malvoise Des Chratreux, Malvoisie Grosse, Mennavacca, Mokrani, Moza Fresca, Muagur, Paloppo, Roupeiro, Roupeiro Cachudo, Roupeiro de Alcobaca, Roussna, Sabra, Sabro, Santo Estevao, Sario, Siria, Tamarez, Tamarez D'Algarve, Trebbiano de Toscana, Uva Gorda, Uva Grossa, Valenciana, Valenciana Blanca, Verdegudillo, Vermentino de Corse, Voal Cachudo.